# 加藤妃乃
加藤 妃乃（かとう ひめの、1986年4月14日 - ）は、日本のAV女優。ティーパワーズ所属。

## 略歴・人物
2022年7月、プレステージ系メーカー「KANBi」の専属女優としてAVデビュー。2022年9月開催の「近代麻雀水着祭」ではモデルとして出演した。
東京都出身。趣味は料理、特技はマッサージ。

## 作品

### アダルトDVD
- 豊潤美尻×色白美肌Fカップ 欲情セレブ人妻 加藤妃乃 36歳 KANBi専属 AVデビュー!（7月8日、KANBi）
- 不倫する、いやらしい身体。（8月12日、KANBi）
- 人妻中出し不倫温泉 中出し解禁 4連発!!（9月9日、KANBi）
- 最高級おもてなしソープ（10月14日、KANBi）
- 夫の部下の男根を弄び快楽SEXに溺れるセレブ痴女人妻 なかだし絶頂3本番!!（11月11日、KANBi）
- 従順M男くんをひたすら痴女る卑猥で綺麗なお姉さん （12月9日、KANBi）

- 欲望ナイトクルーズ 高濃度セックス3本番（1月13日、KANBi）

### ネット配信
- 【これはもうほぼ処女では？】旦那とのセックスはかれこれ5～6年ほどご無沙汰という美人主婦。久しぶりに肉棒を挿入したらおま○こはキツキツで気持ち良すぎて全身ビクビク。まるで初体験を見ているかのよう……！ ネットでAV応募→AV体験撮影 1883（2022年7月23日、シロウトTV）

### イメージビデオ
- 美女のハダカ（2023年9月27日、スパイスビジュアル）

## 出演

### ラジオ
- ザ・マミィの今一歩、前へ #17,#18,#40,#41（2022年7月25日,8月1日,2023年1月9日,16日、文化放送）[4][5]